# Проповіді з Урґаньї
Див. також Каталанська мова.

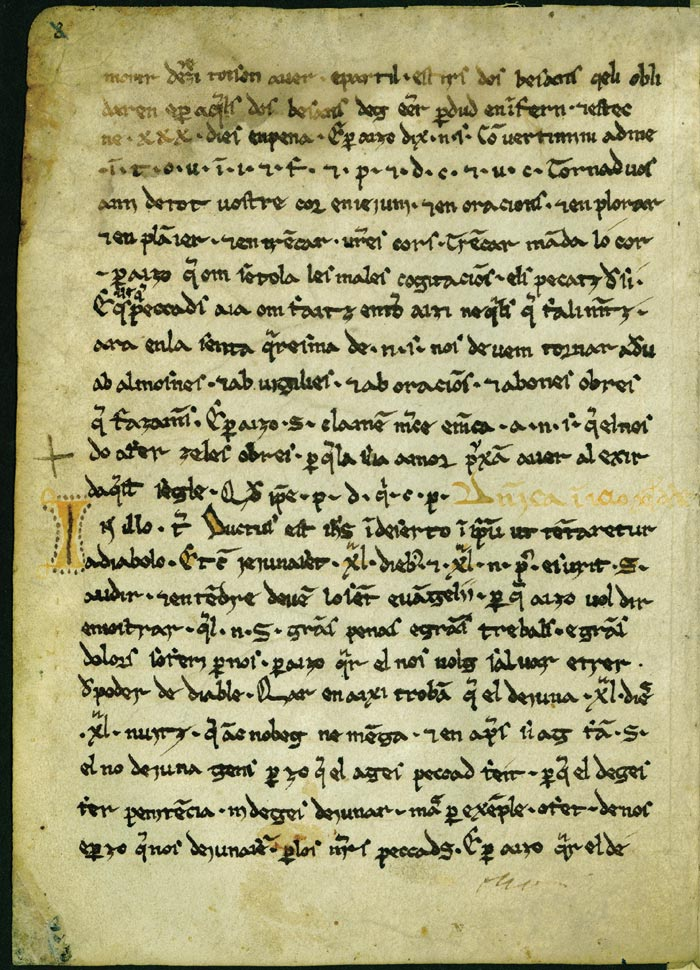
Фрагмент манускрипту «Проповідей з Урґаньї»

«Про́повіді з Урґаньї́» (кат. Homilies d'Organyà) — найдавніший літературний прозовий твір, написаний каталанською мовою. За оцінками експертів його було написано між 1080 та 1095 роками, хоча за певними особливостями стилю документу його можна датувати й пізнішою епохою, а саме часом короля Петра ІІ Арагонського Католика (1196 — 1213).
Хоча текст написаний каталанською, а не окситанською мовою, досить багато слів запозичено саме з окситанської. Сам документ є текстом коментарів та пояснень, які під час меси, читаючи Євангеліє, міг робити капелан. Хоча мовою літургії до XX ст. залишалася латина, вживання місцевих мов для пояснення Євангелія та для проповіді було дозволено католицькою церквою ще у 813 році на Турському соборі.
«Проповіді з Урґаньї» було відкрито у вересні 1904 р. Др. Жуакімом Міретом-і-Сансом (кат. Dr. Joaquim Miret i Sans), каталонським істориком і юристом, який досліджував збірку пергаментів архіву церкви Св. Марії у місті Урґанья. Сам архів було засновано ще у X ст. впливовою родиною Кабует. Документ являв собою 6 аркушів пергаменту розміром 18 на 12,5 см з текстом на обох боках. Пізніше було віднайдено ще два аркуші.
Оригінал знаходиться у Бібліотеці Каталонії, у музеї самої Урґаньї виставлено копію. З оцифрованою копією документа можна ознайомитися тут. 

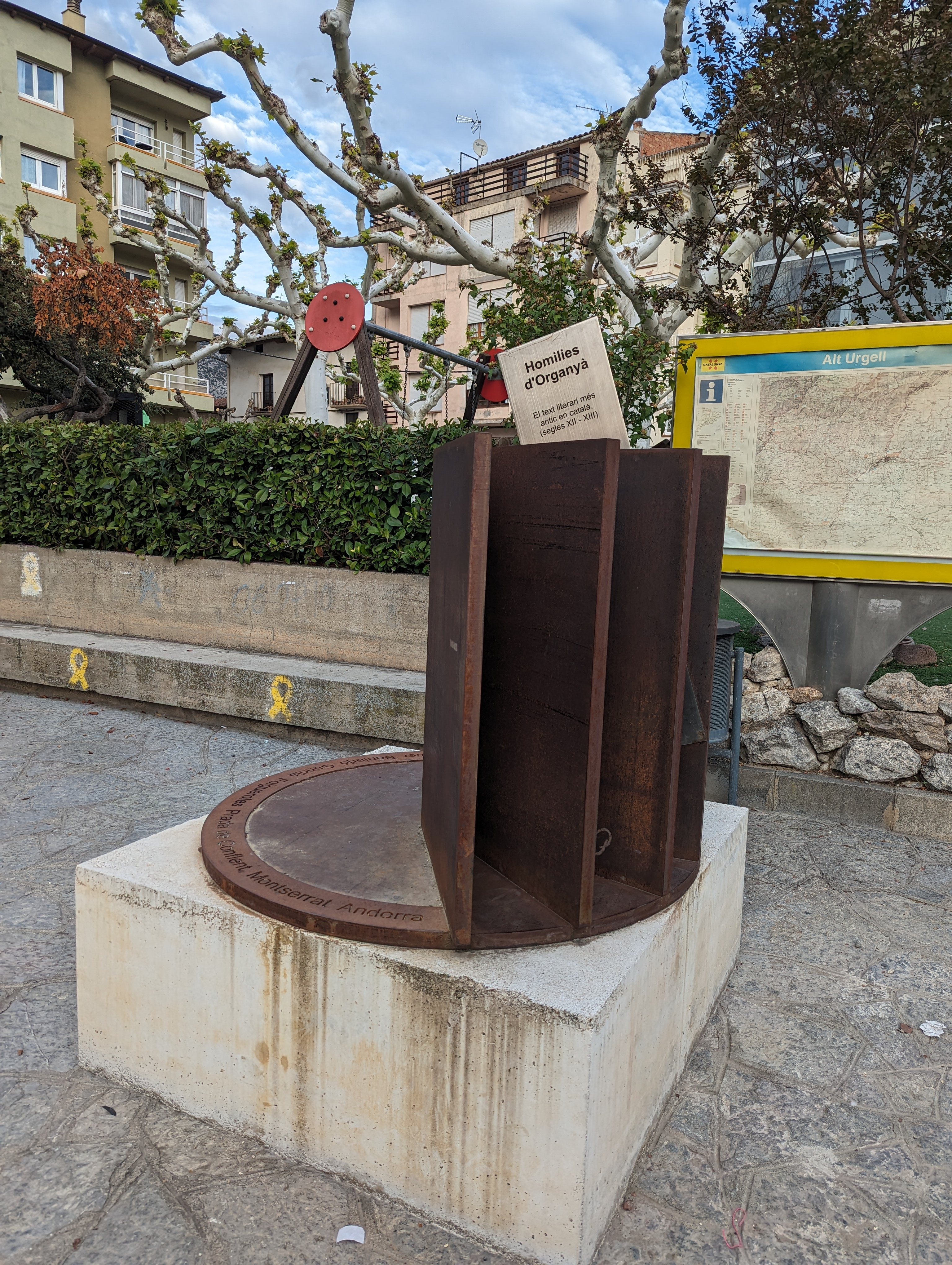
Пам'ятник в Урґаньї

У муніципалітеті Урґанья на згадку про цей документ побудовано пам'ятник-маяк, який символізує появу і розвиток каталанської мови протягом останніх 800 років (сам ювілей знахідки було відзначено 2004 року). За однією з пропозицій лампа маяка має бути встановлена на дзвіниці церкви Св. Марії, в архіві якої і було знайдено «Проповіді з Урґаньї». Біля дзвіниці має бути покладено землю з кожної з каталанських країн, як символ соборності каталаномовних територій.

## Музей «Проповідей з Урґаньї»
Невеличкий музей, присвячений «Проповідям з Урґаньї», можна відвідати протягом літніх місяців. Для призначення часу відвідин попередньо потрібно зателефонувати до Міської ради муніципалітету Урґанья за номером 973 38 30 07. 